# マイケル・A・ゴーマン
マイケル・A・ゴーマン（英語: Michael A. Gorman、1950年7月9日 - 2012年12月2日）は、アメリカ合衆国の政治家。共和党所属。ノースカロライナ州議会議員。下院第3区（クレイブン郡・パムリコ郡）選出（2003-2004）。
ニュージャージー州で生まれ、海軍兵学校を卒業。その後アメリカ海軍に入隊しベトナム戦争に参加する。24歳の時に退役。最終階級は海軍少佐。
退役後、トレントウッズに移住しモアヘッドシティで商売を営む。その後政治家となり、トレントウッズ市長・ノースカロライナ州下院議員に就任するも、2004年に下院選で敗北、2006年にも敗れ、返り咲きに失敗した。
2012年、クロウ・深瀬症候群で死去。